# Blot en drengestreg
Blot en drengestreg er en makaber sorthumoristisk novelle af Villy Sørensen.
Novellen blev første gang udgivet i novellesamlingen Sære historier fra 1953.
Novellen fortæller om to drenge, der amputerer benet på en tredje mindre dreng. De to drenges forældre har forklaret om onklens benamputation efter en blodforgiftning. Da den tredje dreng slår sig begynder de to drenge i god tro at amputere benet på ham.
Blot en drengestreg er set som en historie om "afstanden mellem børns fantasiverden og voksnes erfaringer".
Novellen er blevet en klassiker.
Da Villy Sørensen sendte Sære historier til Wivels Forlag eller Gyldendal
blev han dog afvist, og forlaget skrev "Mentaliteten svinger mellem det infantile og det udspekulerede, ofte sindssyge. (...) Man kan beundre forfatterens udholdenhed og konsekvens, som meget ubehageligt får en til at tænke på en tålmodig onanist".
Nogle måneder senere godkendte Gyldendal manuskriptet, og Sære historier blev udgivet i 1953, dog med undtagelse af teksten "Vidunderbarnet", der blev vurderet som værende for grov til udgivelse.
Foruden den oprindelige novellesamling finder man også novellen trykt i humorsamlingen Historier med humor fra 1994 og i den korte bog Blot en drengestreg med illustrationer af Pernille Kløvedal Helweg fra 1996.

## Filmatiseringer
John Goodwin instruerede en kortfilm fra 1998 baseret på novellen med samme titel.
Jannik Hastrup arbejdede med en animeret udgave af novellen siden 1960'erne, og hans 15 minutter lange animationsfilm havde endelig premiere i 2015 under titlen  Blot en drengestreg.
Som et kuriosum kan nævnes at endnu før Sørensen var udgivet, oplæste dansklæreren Johannes Nørvig de maskinskrevne sider for sin klassen på Sct. Jørgens Gymnasium med blandt andre Johannes Møllehave og Rolf Bagger.
Møllehave husker specielt Blot en drengestreg.